# اوسترو ولكوبوليسكي
اوسترو ولكوبوليسكي ((بالبولندية: Ostrów Wielkopolski)) ، هي مدينة بولندية تقع في الجزء الجنوب الغربي من بولندا، وعدد السكان عام 2007م لا تتجاوز 72 ألف نسمة.

## توأمة
لاوسترو ولكوبوليسكي اتفاقيات توأمة مع كل من:
- ليتشي
- دليتسش
- نوردهاوزن

## أعلام
- فويتشخ باولاك
- جرزجورز كوشفيك
- بارتومي تومشاك
- ماتيوش بونيتكا
- كاتارزينا باولوسكا

## وصلات خارجية
- City hall home page